# Укілі-Ибирай
Укілі́-Ибира́й (каз. Үкілі Ыбырай) — село у складі Айиртауського району Північноказахстанської області Казахстану. Входить до складу Камсактинського сільського округу.
Населення — 152 особи (2021; 245 у 2009, 262 у 1999, 351 у 1989).
Національний склад станом на 1989 рік:
- казахи — 100 %.

До 2010 року село називалось Оскен, у радянські часи — Ускен.